# Zara Rutherford
Zara Rutherford (5 luglio 2002) è un'aviatrice belga con cittadinanza britannica.
All'età di 19 anni, diviene la più giovane donna pilota ad aver effettuato un volo in solitaria intorno al mondo e la prima persona a completare una circumnavigazione in un aereo ultraleggero dopo un viaggio di cinque mesi iniziato a Kortrijk, in Belgio, il 18 agosto 2021 e terminato il 20 gennaio 2022.

## Biografia
Zara Rutherford nasce a Bruxelles, dal pilota professionista britannico Sam Rutherford e dalla pilota ricreativa e avvocata belga Beatrice de Smet. Fin da giovane accompagnava suo padre, che talvolta la lasciava pilotare, in parte. All'età di 14 anni, principia l'addestramento per diventare pilota e, nel 2020, ottiene la licenza.
Dopo aver completato il giro del mondo in solitaria, Rutherford si è iscritta all'Università di Stanford, nel settembre 2022.

## Giro del mondo in solitaria

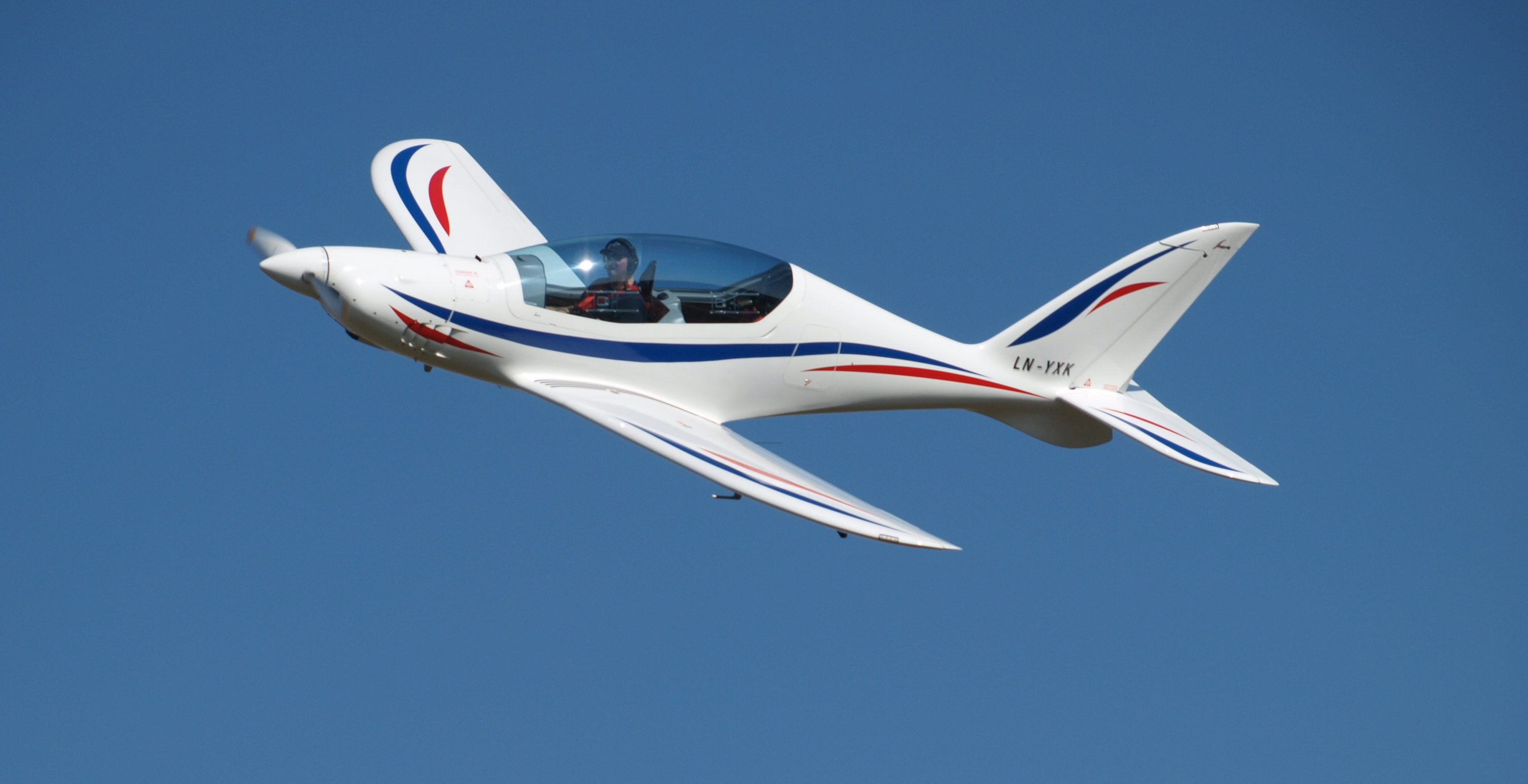
Un ultraleggero Shark.Aero simile a quello utilizzato da Zara Rutherford.

Il 26 luglio 2021, nel corso di una conferenza stampa tenutasi al Popham Airfield nei pressi di Winchester, Rutherford annunciò l'intenzione di cimentarsi nell'impresa di divenire la più giovane donna pilota a volare da sola intorno al mondo, all'età di 19 anni. Mirava così a superare il primato precedentemente stabilito dalla statunitense Shaesta Waiz, la quale raggiunse il record nel 2017 all'età di 30 anni. Si è inoltre cimentata nel superare altri due record: diventare la prima donna a circumnavigare il mondo su un ultraleggero e la prima belga a circumnavigare il mondo in solitaria su un aereo monomotore. Con la sua impresa, Rutherford intendeve anche accrescere la consapevolezza sul divario di genere in campi come la scienza, la tecnologia, l'ingegneria e la matematica (le cosiddette discipline «STEM») e l'aviazione, ispirando così più donne e ragazze attive nei campi STEM a farsi promotrici di simili iniziative. Il suo viaggio è stato sostenuto finanziariamente dallo sponsor principale ICDSoft, un servizio bulgaro di web hosting, dal Virgin Group di Richard Branson, dalla start-up belga SafeSky e dalla società olandese di reclutamento e personale TMC Group. Ha anche collaborato con gli enti di beneficenza Girls Who Code e Dreams Soar, che mirano a ispirare e aiutare le donne e le ragazze a entrare nei campi STEM.
Rutherford intraprese il suo viaggio in solitaria, decollando dall'aeroporto di Kortrijk-Wevelgem in Belgio il 18 agosto 2021 a bordo di un aereo Shark UL, che le prestò il produttore slovacco Shark.Aero.    Da Kortrijk, volò sino all'aeroporto di Popham, dove trascorse un'ora prima di volare a Wick, in Scozia, passando per Aberdeen.  L'indomani, atterrò a Reykjavík, in Islanda, dopo un volo di cinque ore.
Dopo aver iniziato il suo viaggio, Rutherford fece tappa in Groenlandia, Canada, nella costa orientale degli Stati Uniti, Bahamas, Turks e Caicos, Isole Vergini Britanniche, Colombia, Panama, Costa Rica, Messico, costa occidentale degli Stati Uniti e in Alaska.  Dopo esser giunta a Nome, in Alaska, il 30 settembre 2021, fu costretta ad attendere una settimana per il rinnovo del visto russo. Al ritorno del suo passaporto dal consolato russo a Houston, in Texas, il tempo era nel frattempo peggiorato e dovette quindi aspettare altre tre settimane prima di poter attraversare in volo lo stretto di Bering; durante quest'attesa si dedicò alla manutenzione del velivolo. Il 1º novembre 2021 raggiunse finalmente Anadyr', in Russia, arrivando quindi al termine della prima metà del suo viaggio.  Da Anadyr' ripartì il giorno successivo alla volta di Magadan, e il 9 novembre si fermò ad Ayan, una città di soli 800 abitanti, nessuno dei quali parlava inglese; così, priva di un servizio Wi-Fi, rimase nuovamente bloccata a causa d'una tempesta invernale. Raggiunse infine Khabarovsk il 30 novembre e Vladivostok il 2 dicembre.
Dopo essere volata dalla Russia l'11 dicembre 2021, Rutherford intendeva fare scalo in Cina,  ma a causa delle rigide restrizioni allora in vigore nel paese a causa del COVID-19, fu costretta a deviare sul Mar del Giappone e volare invece in Corea del Sud. Durante il volo di sei ore, ebbe difficoltà a contattare i controllori del traffico aereo a Seul; cercò così l'aiuto di un pilota commerciale KLM che, intercettati i suoi messaggi durante il controllo del traffico aereo, l'aiutò a sincronizzarsi sulle frequenze corrette. Atterrò a Gimpo lo stesso giorno.  Il 13 dicembre ripartì per far sosta a Muan prima di volare il giorno successivo a Taipei, Formosa.  
Il 16 dicembre Rutherford sbarcò a Clark, Pampanga, nelle Filippine.  Aveva intenzione di fare una seconda sosta a Dumaguete ma si decise a volare il giorno successivo a Kota Kinabalu, in Malesia, per evitare l'avvicinarsi del tifone Rai.
Da Kota Kinabalu, fece tappa a Ketapang e Giacarta in Indonesia e Seletar a Singapore, dove effettuò alcune riparazioni nel periodo di Natale.  Durante il volo per Banda Aceh, il 27 dicembre, volò troppo vicino a un temporale, vedenzo folgori da circa 3 km.  Dopo Banda Aceh, fece tappa a Colombo, Sri Lanka e Coimbatore, in India.   Dopo essersi fermata per il capodanno a Mumbai,  Rutherford iniziò il 2022 con tappe ad Al Ain negli Emirati Arabi Uniti e a Riyadh e Tabuk in Arabia Saudita dove fu accolta dal principe saudita, ex pilota ed astronauta Sultan bin Salman Al Sa'ud. Dopo una sosta ad Alessandria d'Egitto, l'8 gennaio 2022, giunse a Candia, sull'isola greca di Creta.
Rutherford si fermò poi a Sofia, in Bulgaria, il 14 gennaio 2022; a Senica, Slovacchia; e a Benešov, Cechia, il 16 gennaio. Atterrò all'aeroporto di Francoforte Egelsbach, in Germania, il 19 gennaio. Il 20 gennaio 2022, facendo ritorno a Kortrijk in Belgio, il medesimo aeroporto da cui aveva iniziato il viaggio, completò infine la sua circumnavigazione del globo.  Zara è un membro della Experimental Aircraft Association Chapter 838 a Racine, in Wisconsin.

### Dopo il volo in solitaria
Il 23 marzo 2022, il fratello minore di Zara, Mack Rutherford all'epoca sedicenne, intraprese anch'egli il suo viaggio intorno al mondo su un aereo ultraleggero.  Il fratello di Zara divenne la persona più giovane a volare intorno al mondo cinque mesi dopo, quando tornò al suo punto di partenza a Sofia il 24 agosto battendo il Guinness dei primati precedentemente detenuto dal connazionale Travis Ludlow.
Nel giugno 2022, Deutz AG ha conferito a Rutherford il premio Nicolaus August Otto 2022.
Il 12 settembre 2022, la Honourable Company of Air Pilots ha annunciato che Rutherford aveva ricevuto la Master's Medal.